# 3578 Карестія
3578 Карестія (3578 Carestia) — астероїд головного поясу, відкритий 11 лютого 1977 року.
Тіссеранів параметр щодо Юпітера — 3,052.